# 中川東
中川東（なかがわひがし）は、大阪府大阪市生野区にある町名。現行行政地名は中川東一丁目および中川東二丁目。

## 地理
生野区の北東部に位置し、東に小路、西に中川、南に巽北、北に新今里と接している。

## 世帯数と人口
2019年（平成31年）3月31日現在の世帯数と人口は以下の通りである。
| 丁目         | 世帯数    | 人口    |
| ------------ | --------- | ------- |
| 中川東一丁目 | 508世帯   | 943人   |
| 中川東二丁目 | 750世帯   | 1,365人 |
| 計           | 1,258世帯 | 2,308人 |

### 人口の変遷
国勢調査による人口の推移。
| 1995年（平成7年）  | 2,952人 | [ 5 ] |  |
| 2000年（平成12年） | 2,712人 | [ 6 ] |  |
| 2005年（平成17年） | 2,426人 | [ 7 ] |  |
| 2010年（平成22年） | 2,384人 | [ 8 ] |  |
| 2015年（平成27年） | 2,362人 | [ 9 ] |  |

### 世帯数の変遷
国勢調査による世帯数の推移。
| 1995年（平成7年）  | 1,116世帯 | [ 5 ] |  |
| 2000年（平成12年） | 1,109世帯 | [ 6 ] |  |
| 2005年（平成17年） | 1,059世帯 | [ 7 ] |  |
| 2010年（平成22年） | 1,092世帯 | [ 8 ] |  |
| 2015年（平成27年） | 1,179世帯 | [ 9 ] |  |

## 事業所
2016年（平成28年）現在の経済センサス調査による事業所数と従業員数は以下の通りである。
| 丁目         | 事業所数  | 従業員数 |
| ------------ | --------- | -------- |
| 中川東一丁目 | 66事業所  | 508人    |
| 中川東二丁目 | 80事業所  | 498人    |
| 計           | 146事業所 | 1,006人  |

## 施設
- 生野東中川郵便局
- 大阪シティ信用金庫 生野中支店

## その他

### 日本郵便
- 〒544-0006[3]（集配局：生野郵便局[11]）